# Кисневий голод
«Кисневий Голод» — радянський український художній фільм режисера Андрія Дончика 1991 року знятий у ко-продукції Канади та УРСР. Сценарій фільму створили Юрій Андрухович та Андрій Дончик за армійськими спогадами останнього. Сюжет картини описує настільки жорстокою моделлю-концентрацією Радянської імперії часів занепаду кінця 1980-их була Радянська армія.
Міжнародна прем'єра фільму відбулася 11 вересня 1992 року у позаконкурсній програмі Festival of Festivals: Contemporary World Cinema Торонтського міжнародного кінофестивалю та 12 вересня 1992 року у конкурсній паралельній програмі Міжнародного тижню критиків (італ. Settimana Internazionale della Critica) Венеційського кінофестивалю, де стрічка не змогла перемогти однак оператор Ігор Крупнов отримав особливу згадку нагороди Premio UCCA Venticittà за операторську майстерність.
Займає 68-70-у позицію у списку 100 найкращих фільмів в історії українського кіно.

## Сюжет
У радянській військовій частині «діди», зачитавши наказ про демобілізацію, вирішили познущатися з молодих військовослужбовців. Всі «молоді» покірно терпіли, проте рядовий Білик не став терпіти, на що сержант Кошачий, один із «дідів», сказав: «Я тебе чіпати не буду, такі, як ти, тут самі вішаються».
Старшина дивізіону прапорщик Гамалія викликає до себе кількох новобранців, у тому числі й Білика, і пропонує їм назвати імена кривдників. Але ніхто з молодих не наважується цього зробити, і тоді прапорщик дозволяє їм написати імена на папері й кинути в ящик для скарг і пропозицій. Виявивши, що ящик для скарг і пропозицій порожній, прапорщик намагається особисто дізнатися в Білика, хто б'є новобранців, але Білик відмовчується. Їхню розмову випадково підслуховує сержант Кошачий. Вирішивши, що Білику можна довіряти, Кошачий наказує йому покинути частину й вирушити до магазину по горілку. Остапенко попереджає Кошачого, що Білик його закладе, якщо попадеться. Білик приходить до магазину, але виявляється, що туди ж приїхав Гамалія. Білик намагається втекти, але марно. За самовільний вихід із частини рядовому Білику оголошено 10 діб гауптвахти.
За 10 днів Білик повертається з гауптвахти до частини. Гамалія намагається дізнатися в нього, хто послав його по горілку. Не отримавши бажаної відповіді, прапорщик оголошує сержанту Кошачому й Білику наряд у варту, у той час як багато товаришів Кошачого демобілізувалися в першій партії. Кошачий вирішує, що Білик його зрадив. Ідучи на варту, між ними знову виник конфлікт. Кошачий наказує Білику виконувати відтискання у великій калюжі. Білик виконує, але потім підхоплюється й направляє автомат на сержанта, «Стріляй!» — кричить Кошачий. Білик вагається і Кошачий, вибивши автомат з рук, кидається на нього і починає бити, кричачи «Я тут через тебе». Білик дотягується до автомата і вбиває Кошачого, після чого повертається у військову частину, де бачить нових строковиків. На тлі фінальних титрів чути кашель Білика.

## У ролях
- Тарас Денисенко — рядовий Білик
- Олег Масленников — сержант Кошачий
- Віктор Степанов — прапорщик Гамалія
- Олексій Горбунов — капітан Голиков
- Олександр Миронов — молодший сержант Бойко
- Мухамед Рахімов — рядовий Саїдов
- Володимир Станкевич — рядовий Остапенко
- Ілля Сенацький — рядовий Петрушин
- Берік Сабіржанов — рядовий Нусубалієв
- Олександр Немченко — рядовий Єгоров
- Юрій Шерстньов — начальник гауптвахти, старший прапорщик
- Володимир Ямненко — сержант на гауптвахті

## Виробництво
Фільм знято у 1991—1992 роках на кіностудіях «Кобза Інтернейшнл Корпорейшн (Канада)» та «СП Кобза» (Україна-Канада) (продюсери: Марко Стех та Андрій Дончик).

## Реліз
Міжнародна прем'єра фільму відбулася 11 вересня 1992 року у позаконкурсній програмі Festival of Festivals: Contemporary World Cinema Торонтського міжнародного кінофестивалю та 12 вересня 1992 року у конкурсній паралельній програмі Міжнародного тижню критиків (італ. Settimana Internazionale della Critica) Венеційського кінофестивалю, де стрічка не змогла перемогти однак оператор Ігор Крупнов отримав особливу згадку нагороди Premio UCCA Venticittà за операторську майстерність.

## Відгуки кінокритиків
Західні оглядачі дали середню оцінку фільму. Так після прем'єри стрічки у вересні 1992 року поза конкурсом на Торонтському міжнародному кінофестивалі та у конкурсі на Міжнародному тижні критиків Венеційського кінофестивалю, оглядач італійської газети L'Unità у статті під заголовком Червона армія у бентезі: без країни, без честі (італ. Armata Rossa allo sbando senza patria senza onore) Michele Anselmi позитивно відгукнувся про стрічку фокусуючись у своїй статті на вдалий опис фільмом деґрадації Червоної армії наприкінці 1980-их та загальновідоме упослідження українців у ній; так Anselmi зауважує що "у випадку з Кисневим голодом, причина [принижень солдата] ховаються у широко-відомій нетолерантності росіян до українських сусідів" та зауважує що "ймовірно колишня Радянська армія буле незгірша за інші армії, однак глядача Кисневого голоду все ж буквально вдаряє осягнення деградації Російської армії - колись незаперечний символ патріотичної пихи, сьогодні ж збіговисько збентежених, розбитих та ненадійних вояків". Anselmi підсумовує свій огляд похвалою головному актору стрічки Тарасу Денисенку, який "змушуючи руки глядача тремтіти  від своєї психо-фізичної Tour de Force [...] показує прекрасне та величне обличчя у якому описано бентегу цілого [українського] народу". Більш стриману оцінку фільму дав оглядач американського журналу Variety David Stratton, який так само як Anselmi наголосив що фільм добре показує те "як [російські начальники Радянської армії] упосліджують життя головного протагоніста фільму [рядового Білика] лиш за те що він українець, а не росіянин, і через це його наражають на численні незваги та побої" та похвалив фільм за те що він "добре знятий та безкомпромісний у своєму змалюванні гнітючого російського [армійського] табору" однак Stratton також застережив що "силоміцьна режисура та вражаюча драма роблять цю стрічку терпимою, однак цей фільм все ж для обмеженої публіки" та підсумовив що "ця автобіографічна горор-стрічка силоміць висловлює свою думку, однак мало пропонує глядачеві окрім брутальності та деградації".

## Нагороди та номінації
| Нагороди та номінації                 | Нагороди та номінації        | Нагороди та номінації | Нагороди та номінації | Нагороди та номінації |
| Нагорода                              | Категорія                    | Номінант              | Результат             |                       |
| ------------------------------------- | ---------------------------- | --------------------- | --------------------- | --------------------- |
| Міжнародний кінофестиваль у Венеції   | Міжнародний тиждень критиків | Андрій Дончик         | Номінація             |                       |
| Міжнародний кінофестиваль у Салоніках | Найкраща чоловіча роль       | Тарас Денисенко       | Перемога              |                       |